# Lilla Krokvattnet (Silbodals socken, Värmland)
Lilla Krokvattnet är en sjö i Årjängs kommun i Värmland och ingår i Göta älvs huvudavrinningsområde. Sjön är 11 meter djup, har en yta på 0,039 kvadratkilometer och är belägen 170 meter över havet.